# Ronnie Ray Smith
Ronald Ray Smith, detto Ronnie (Los Angeles, 28 marzo 1949 – Los Angeles, 31 marzo 2013), è stato un velocista statunitense, medaglia d'oro nella staffetta 4×100 metri ai Giochi olimpici di Città del Messico 1968.

## Biografia
Nel 1968, a soli 19 anni, acquisì fama mondiale in occasione dei campionati AAU, quando corse i 100 metri piani in 9"9 nella prima semifinale, dove giunse secondo con lo stesso tempo del vincitore Jim Hines. Per la prima volta nella storia dell'atletica la distanza era stata corsa in meno di 10 secondi; il record sarebbe stato eguagliato nella seconda semifinale da Charles Greene.
Nonostante il recente record mondiale, Smith non riuscì a partecipare alla gara individuale ai Giochi olimpici di Città del Messico perché ai trials di qualificazione non andò oltre il quarto posto, preceduto dai co-primatisti mondiali Hines e Greene e dal più esperto Melvin Pender. Fu però selezionato per la staffetta 4×100 m che conquistò l'oro olimpico con il record mondiale.
È morto il 31 marzo 2013 a Los Angeles.

## Palmarès
| Anno | Manifestazione  | Sede              | Evento  | Risultato | Prestazione | Note            |
| ---- | --------------- | ----------------- | ------- | --------- | ----------- | --------------- |
| 1968 | Giochi olimpici | Città del Messico | 4×100 m | Oro       | 38"2        | Record mondiale |